# 剛と聖子のブン・ブン・ブン!
剛と聖子のブン・ブン・ブン!（ごう - せいこ - ）は、2008年4月5日から2009年10月3日まで宮崎放送で制作・放送していたラジオ番組である。出演は田代剛（当時宮崎放送アナウンサー）と真北聖子。

## コーナー
- ブンブン的恋愛白書
- 剛と聖子と美女？Dのつぶやき
- リクエスト曲